# Veríssimo (Minas Gerais)
Veríssimo é um município brasileiro do interior do estado de Minas Gerais, Região Sudeste do país. Distante a apenas 43 km de Uberaba no Triângulo Mineiro, com acesso a partir de Uberaba pela rodovia BR 262. Em 2022, sua população recenseada pelo Instituto Brasileiro de Geografia e Estatística (IBGE) era de 3 411 habitantes.

## História
O primeiro desbravador da região onde hoje se encontra a sede da cidade foi o Sr. Veríssimo. Depois, chegou Joaquim Furtado de Mendonça, a quem pertencia à sesmaria local aonde veio a surgir o povoado.
Foi ao redor da casa comercial da família “Furtado” que surgiram as primeiras edificações e a capela, consagrada a São Miguel. 
Logo, de ponto de descanso de tropeiros e mascates o lugar passou a arraial. Tornando-se distrito em 1891, ligado ao município de Uberaba, com o nome de São Miguel do Veríssimo. Em 1938, foi emancipado, passando a se chamar Veríssimo.

## Geografia
Possui uma área total de 1.031,823 km². A economia é baseada na pecuária de corte e leite, agroindústria de doces e abate de frango, cana de açúcar, plantio de culturas como soja, milho, feijão, arroz.

## Educação
A cidade possui 2 escolas sendo uma municipal que oferece educação básica até a quarta série, uma estadual "Escola Estadual Geraldino Rodrigues da Cunha" que oferece a comunidade o ensino fundamental e médio da 5a. série ao 3o. ano do ensino médio.

## Atrativos turísticos
A cidade é o que se pode considerar uma síntese do meio rural brasileiro, criadores de gado, pessoas que trabalham no campo, dão a cidade um aspecto de cidade do inicio do desbravamento do sertão. Além das belezas naturais típicas da região: A cachoeira do Dominguinho, uma queda d’água do rio São Félix, com altura de mais de 10m e com largura aproximada de 15m, e a cachoeira Azul, que apresenta várias quedas d’água, de altura e formas variadas, constituem belas atrações turísticas do município de  Veríssimo
A pesca do piau no Rio Uberaba, a rica fauna e flora no Assentamento 21 de Abril, as festas religiosas:
Nossa Senhora do Rosário e São Benedito, 13 de Maio ;
São Miguel Arcanjo, 29 de Setembro;
São Sebastião, 21 de janeiro;

## Religião
A comunidade de Veríssimo é muito religiosa. O padroeiro da cidade é São Miguel Arcanjo, a paroquia da cidade São  Miguel Arcanjo de Veríssimo, foi fundada em 17 de dezembro de 1893. Comemora se também no dia 13 de Maio os Festejos de congado e moçambique em comemoração a Nossa Senhora do Rosário e São Benedito.